# 에프티미스 필리푸
에프티미스 필리푸(그리스어: Ευθύμης Φιλίππου, 1977년 1월 18일 ~ )는 그리스의 영화 각본가이다. 요르고스 란티모스 감독의 작품들 《송곳니》(2009), 《더 랍스터》(2015), 《성스러운 사슴의 살해》(2017)에 각본가로 참여했다.

## 각본 작품 목록

### 영화
| 연도 | 제목                 | 원제                         | 감독               | 비고 |
| ---- | -------------------- | ---------------------------- | ------------------ | ---- |
| 2009 | 송곳니               | Κυνόδοντας                   | 요르고스 란티모스  |      |
| 2015 | 더 랍스터            | The Lobster                  | 요르고스 란티모스  |      |
| 2015 | 슈발리에             | Chevalier                    | 아티나 라힐 창가리 |      |
| 2017 | 성스러운 사슴의 살해 | The Killing of a Sacred Deer | 요르고스 란티모스  |      |
| 2018 | 동정에 중독된 남자   | Pity                         | 바비스 마크리디스  |      |
| 미정 | 앤드                 | AND                          | 요르고스 란티모스  |      |